# Voivodskaber i Polen
Et voivodskab (polsk: województwo) er en provins i Polen. Det svarer til en dansk region.
Andre slaviske lande har også voivodskaber. Ordet kommer fra en gammel slavisk ordrod, "wojewoda", som betød soldaterfører eller hærfører og svarede til et hertugdømme (med en hertug). Wojewoda'er havde typisk også ledelsen af byområdet, hvor soldaterne befandt sig, derfor forandredes betydningen af wojewoda til at svare til guvernør og voivodskabet blev en administrativ del af staten. I dag er voivodskaber ikke længere forbundet med militær, men er kun administrative enheder.
Polen er opdelt i 16 provinser:
1. Województwo dolnośląskie
2. Województwo kujawsko-pomorskie
3. Województwo lubelskie
4. Województwo lubuskie
5. Województwo łódzkie
6. Województwo małopolskie
7. Województwo mazowieckie
8. Województwo opolskie
9. Województwo podkarpackie
10. Województwo podlaskie
11. Województwo pomorskie
12. Województwo śląskie
13. Województwo świętokrzyskie
14. Województwo warmińsko-mazurskie
15. Województwo wielkopolskie
16. Województwo zachodniopomorskie

I 1975 – 1998 var Polen opdelt i 49 mindre provinser. Den nuværende politisk-administrative inddeling har eksisteret fra 1. januar 1999.
Voivodskaber er placeret i NUTS 2 i de regionale statistikker i Den Europæiske Union, tilsvarende danske regioner.